# Medaglia Holmenkollen
La Medaglia Holmenkollen (Holmenkollmedaljen) è un riconoscimento assegnato dalla Foreningen til Skiidrettens Fremme, la federazione norvegese dello sci, agli sportivi, norvegesi o di altra nazionalità, che si sono particolarmente distinti nelle competizioni internazionali.

## Storia
La medaglia fu assegnata per la prima volta nel 1895, ed è storicamente legata al Trofeo Holmenkollen, l'insieme di gare internazionali di sci nordico che dal 1892 si svolgono ogni anno sulla collina di Holmenkollen a Oslo.
La medaglia Holmenkollen è considerata uno dei riconoscimenti più prestigiosi dello sci nordico. In effetti la maggior parte dei medagliati proviene dalle discipline nordiche, combinata nordica, salto con gli sci e sci di fondo, ma anche campioni dello sci alpino hanno ricevuto la medaglia Holmenkollen, come ad esempio Ingemar Stenmark nel 1979.
Furono premiati con la medaglia Holmenkollen anche i re di Norvegia Haakon VII nel 1955, Olav V nel 1968, Harald V e sua moglie Sonja nel 2007 e la principessa Astrid nel 2018.

## Lista dei medagliati
| Anno | Medagliato              | Nazione          | Sport             |
| ---- | ----------------------- | ---------------- | ----------------- |
| 1895 | Viktor Thorn            | Norvegia         | Combinata nordica |
| 1897 | Asbjørn Nilssen         | Norvegia         | Combinata nordica |
| 1899 | Paul Braaten            | Norvegia         | Combinata nordica |
| 1899 | Robert Pehrson          | Norvegia         | Combinata nordica |
| 1901 | Askel Refstad           | Norvegia         | Combinata nordica |
| 1903 | Karl Hovelsen           | Norvegia         | Combinata nordica |
| 1904 | Harald Smith            | Norvegia         | Combinata nordica |
| 1905 | Jonas Holmen            | Norvegia         | Combinata nordica |
| 1907 | Per Bakken              | Norvegia         | Combinata nordica |
| 1908 | Einar Kristiansen       | Norvegia         | Combinata nordica |
| 1909 | Thorvald Hansen         | Norvegia         | Combinata nordica |
| 1910 | Lauritz Bergendahl      | Norvegia         | Combinata nordica |
| 1911 | Otto Tangen             | Norvegia         | Combinata nordica |
| 1911 | Knut Holst              | Norvegia         | Combinata nordica |
| 1912 | Olav Bjaaland           | Norvegia         | Combinata nordica |
| 1914 | Johan Kristoffersen     | Norvegia         | Combinata nordica |
| 1915 | Sverre Østbye           | Norvegia         | Combinata nordica |
| 1916 | Lars Høgvold            | Norvegia         | Combinata nordica |
| 1918 | Hans Horn               | Norvegia         | Combinata nordica |
| 1918 | Jørgen Hansen           | Norvegia         | Combinata nordica |
| 1919 | Thorleif Haug           | Norvegia         | Combinata nordica |
| 1919 | Otto Aasen              | Norvegia         | Combinata nordica |
| 1923 | Thoralf Strømstad       | Norvegia         | Combinata nordica |
| 1924 | Harald Økern            | Norvegia         | Combinata nordica |
| 1924 | Johan Grøttumsbråten    | Norvegia         | Combinata nordica |
| 1925 | Einar Landvik           | Norvegia         | Combinata nordica |
| 1926 | Jacob Tullin Thams      | Norvegia         | Salto con gli sci |
| 1927 | Hagbart Haakonsen       | Norvegia         | Sci di fondo      |
| 1927 | Einar Lindboe           | Norvegia         | Combinata nordica |
| 1928 | Torjus Hemmestveit      | Norvegia         | Combinata nordica |
| 1928 | Mikkjel Hemmestveit     | Norvegia         | Combinata nordica |
| 1931 | Hans Vinjarengen        | Norvegia         | Combinata nordica |
| 1931 | Ole Stenen              | Norvegia         | Combinata nordica |
| 1934 | Oddbjørn Hagen          | Norvegia         | Combinata nordica |
| 1935 | Arne Rustadstuen        | Norvegia         | Combinata nordica |
| 1937 | Olaf Hoffsbakken        | Norvegia         | Combinata nordica |
| 1937 | Birger Ruud             | Norvegia         | Salto con gli sci |
| 1937 | Martin P. Vangsli       | Norvegia         | Sci di fondo      |
| 1938 | Reidar Andersen         | Norvegia         | Salto con gli sci |
| 1938 | Johan R. Henriksen      | Norvegia         | Sci di fondo      |
| 1939 | Sven Selånger           | Svezia           | Salto con gli sci |
| 1939 | Lars Bergendahl         | Norvegia         | Sci di fondo      |
| 1939 | Trygve Brodahl          | Norvegia         | Sci di fondo      |
| 1940 | Oscar Gjøslien          | Norvegia         | Combinata nordica |
| 1940 | Annar Ryen              | Norvegia         | Sci di fondo      |
| 1947 | Elling Rønes            | Norvegia         | Combinata nordica |
| 1948 | Asbjørn Ruud            | Norvegia         | Salto con gli sci |
| 1949 | Sigmund Ruud            | Norvegia         | Salto con gli sci |
| 1950 | Olav Økern              | Norvegia         | Sci di fondo      |
| 1951 | Simon Slåttvik          | Norvegia         | Combinata nordica |
| 1952 | Stein Eriksen           | Norvegia         | Sci alpino        |
| 1952 | Torbjørn Falkanger      | Norvegia         | Salto con gli sci |
| 1952 | Heikki Hasu             | Finlandia        | Sci di fondo      |
| 1952 | Nils Karlsson           | Svezia           | Sci di fondo      |
| 1953 | Magnar Estenstad        | Norvegia         | Combinata nordica |
| 1954 | Martin Stokken          | Norvegia         | Combinata nordica |
| 1955 | Haakon VII              | Norvegia         | Reali             |
| 1955 | Hallgeir Brenden        | Norvegia         | Sci di fondo      |
| 1955 | Veikko Hakulinen        | Finlandia        | Sci di fondo      |
| 1955 | Sverre Stenersen        | Norvegia         | Combinata nordica |
| 1956 | Borghild Niskin         | Norvegia         | Sci alpino        |
| 1956 | Arnfinn Bergmann        | Norvegia         | Salto con gli sci |
| 1956 | Arne Hoel               | Norvegia         | Salto con gli sci |
| 1957 | Eero Kolehmainen        | Finlandia        | Sci di fondo      |
| 1958 | Inger Bjørnbakken       | Norvegia         | Sci alpino        |
| 1958 | Håkon Brusveen          | Norvegia         | Sci di fondo      |
| 1959 | Gunder Gundersen        | Norvegia         | Combinata nordica |
| 1960 | Helmut Recknagel        | Germania Est     | Salto con gli sci |
| 1960 | Sixten Jernberg         | Svezia           | Sci di fondo      |
| 1960 | Sverre Stensheim        | Norvegia         | Sci di fondo      |
| 1960 | Tormod Knutsen          | Norvegia         | Combinata nordica |
| 1961 | Harald Grønningen       | Norvegia         | Sci di fondo      |
| 1962 | Toralf Engan            | Norvegia         | Salto con gli sci |
| 1963 | Alevtina Kolchina       | Unione Sovietica | Sci di fondo      |
| 1963 | Pavel Kolchin           | Unione Sovietica | Sci di fondo      |
| 1963 | Astrid Sandvik          | Norvegia         | Sci alpino        |
| 1963 | Torbjørn Yggeseth       | Norvegia         | Salto con gli sci |
| 1964 | Veikko Kankkonen        | Finlandia        | Salto con gli sci |
| 1964 | Eero Mäntyranta         | Finlandia        | Sci di fondo      |
| 1964 | Georg Thoma             | Germania Ovest   | Combinata nordica |
| 1964 | Halvor Næs              | Norvegia         | Sci di fondo      |
| 1965 | Arto Tiainen            | Finlandia        | Sci di fondo      |
| 1965 | Bengt Eriksson          | Svezia           | Combinata nordica |
| 1965 | Arne Larsen             | Norvegia         | Combinata nordica |
| 1967 | Ole Ellefsæter          | Norvegia         | Sci di fondo      |
| 1967 | Toini Gustafsson        | Svezia           | Sci di fondo      |
| 1968 | Olav V                  | Norvegia         | Reali             |
| 1968 | Assar Rönnlund          | Svezia           | Sci di fondo      |
| 1968 | Gjermund Eggen          | Norvegia         | Sci di fondo      |
| 1968 | Bjørn Wirkola           | Norvegia         | Salto con gli sci |
| 1969 | Odd Martinsen           | Norvegia         | Sci di fondo      |
| 1970 | Pål Tyldum              | Norvegia         | Sci di fondo      |
| 1971 | Marjatta Kajosmaa       | Finlandia        | Sci di fondo      |
| 1971 | Berit Mørdre Lammedal   | Norvegia         | Sci di fondo      |
| 1971 | Reidar Hjermstad        | Norvegia         | Sci di fondo      |
| 1972 | Rauno Miettinen         | Finlandia        | Combinata nordica |
| 1972 | Magne Myrmo             | Norvegia         | Sci di fondo      |
| 1973 | Einar Bergsland         | Norvegia         | Combinata nordica |
| 1973 | Ingolf Mork             | Norvegia         | Salto con gli sci |
| 1973 | Franz Keller            | Germania Ovest   | Sci di fondo      |
| 1974 | Juha Mieto              | Finlandia        | Sci di fondo      |
| 1975 | Gerhard Grimmer         | Germania Est     | Sci di fondo      |
| 1975 | Oddvar Brå              | Norvegia         | Sci di fondo      |
| 1975 | Ivar Formo              | Norvegia         | Combinata nordica |
| 1976 | Ulrich Wehling          | Germania Est     | Combinata nordica |
| 1977 | Helena Takalo           | Finlandia        | Sci di fondo      |
| 1977 | Hilkka Kuntola          | Finlandia        | Combinata nordica |
| 1977 | Walter Steiner          | Svizzera         | Salto con gli sci |
| 1979 | Ingemar Stenmark        | Svezia           | Sci alpino        |
| 1979 | Erik Håker              | Norvegia         | Sci alpino        |
| 1979 | Raisa Smetanina         | Unione Sovietica | Sci di fondo      |
| 1980 | Thomas Wassberg         | Svezia           | Sci di fondo      |
| 1981 | Johan Sætre             | Norvegia         | Salto con gli sci |
| 1983 | Berit Aunli             | Norvegia         | Sci di fondo      |
| 1983 | Tom Sandberg            | Norvegia         | Combinata nordica |
| 1984 | Lars-Erik Eriksen       | Norvegia         | Sci di fondo      |
| 1984 | Jacob Vaage             | Norvegia         | Curatore          |
| 1984 | Armin Kogler            | Austria          | Salto con gli sci |
| 1985 | Anette Bøe              | Norvegia         | Sci di fondo      |
| 1985 | Per Bergerud            | Norvegia         | Salto con gli sci |
| 1985 | Gunde Svan              | Svezia           | Sci di fondo      |
| 1986 | Britt Pettersen         | Norvegia         | Sci di fondo      |
| 1987 | Matti Nykänen           | Finlandia        | Salto con gli sci |
| 1987 | Hermann Weinbuch        | Germania Ovest   | Combinata nordica |
| 1989 | Marja-Liisa Kirvesniemi | Finlandia        | Sci di fondo      |
| 1991 | Vegard Ulvang           | Norvegia         | Sci di fondo      |
| 1991 | Trond Einar Elden       | Norvegia         | Combinata nordica |
| 1991 | Ernst Vettori           | Austria          | Salto con gli sci |
| 1991 | Jens Weißflog           | Germania         | Salto con gli sci |
| 1992 | Yelena Välbe            | Russia           | Sci di fondo      |
| 1993 | Emil Kvanlid            | Norvegia         | Combinata nordica |
| 1994 | Ljubov' Egorova         | Russia           | Sci di fondo      |
| 1994 | Vladimir Smirnov        | Kazakistan       | Sci di fondo      |
| 1994 | Espen Bredesen          | Norvegia         | Salto con gli sci |
| 1995 | Kenji Ogiwara           | Giappone         | Combinata nordica |
| 1996 | Manuela Di Centa        | Italia           | Sci di fondo      |
| 1997 | Bjarte Engen Vik        | Norvegia         | Combinata nordica |
| 1997 | Stefania Belmondo       | Italia           | Sci di fondo      |
| 1997 | Bjørn Dæhlie            | Norvegia         | Sci di fondo      |
| 1998 | Fred Børre Lundberg     | Norvegia         | Combinata nordica |
| 1998 | Larisa Lazutina         | Russia           | Sci di fondo      |
| 1998 | Alexey Prokurorov       | Russia           | Sci di fondo      |
| 1998 | Harri Kirvesniemi       | Finlandia        | Sci di fondo      |
| 1999 | Kazuyoshi Funaki        | Giappone         | Salto con gli sci |
| 2001 | Adam Małysz             | Polonia          | Salto con gli sci |
| 2001 | Bente Skari             | Norvegia         | Sci di fondo      |
| 2001 | Thomas Alsgaard         | Norvegia         | Sci di fondo      |
| 2003 | Felix Gottwald          | Austria          | Combinata nordica |
| 2003 | Ronny Ackermann         | Germania         | Combinata nordica |
| 2004 | Yuliya Chepalova        | Russia           | Sci di fondo      |
| 2005 | Andrus Veerpalu         | Estonia          | Sci di fondo      |
| 2007 | Frode Estil             | Norvegia         | Sci di fondo      |
| 2007 | Odd-Bjørn Hjelmeset     | Norvegia         | Sci di fondo      |
| 2007 | Harald V                | Norvegia         | Reali             |
| 2007 | Sonja Haraldsen         | Norvegia         | Reali             |
| 2007 | Simon Ammann            | Svizzera         | Salto con gli sci |
| 2010 | Marit Bjørgen           | Norvegia         | Sci di fondo      |
| 2011 | Ole Einar Bjørndalen    | Norvegia         | Biathlon          |
| 2011 | Michael Greis           | Germania         | Biathlon          |
| 2011 | Andrea Henkel           | Germania         | Biathlon          |
| 2011 | Janne Ahonen            | Finlandia        | Salto con gli sci |
| 2012 | Magdalena Neuner        | Germania         | Biathlon          |
| 2012 | Emil Hegle Svendsen     | Norvegia         | Biathlon          |
| 2013 | Tora Berger             | Norvegia         | Biathlon          |
| 2013 | Martin Fourcade         | Francia          | Biathlon          |
| 2013 | Therese Johaug          | Norvegia         | Sci di fondo      |
| 2013 | Gregor Schlierenzauer   | Austria          | Salto con gli sci |
| 2014 | Magnus Moan             | Norvegia         | Combinata nordica |
| 2014 | Eric Frenzel            | Germania         | Combinata nordica |
| 2014 | Thomas Morgenstern      | Austria          | Salto con gli sci |
| 2014 | Dar"ja Domračava        | Bielorussia      | Biathlon          |
| 2015 | Eldar Rønning           | Norvegia         | Sci di fondo      |
| 2015 | Anders Bardal           | Norvegia         | Salto con gli sci |
| 2015 | Anette Sagen            | Norvegia         | Salto con gli sci |
| 2015 | Kamil Stoch             | Polonia          | Salto con gli sci |
| 2016 | Noriaki Kasai           | Giappone         | Salto con gli sci |
| 2016 | Tarjei Bø               | Norvegia         | Biathlon          |
| 2017 | Marie Dorin Habert      | Francia          | Biathlon          |
| 2017 | Sara Takanashi          | Giappone         | Salto con gli sci |
| 2018 | Charlotte Kalla         | Svezia           | Sci di fondo      |
| 2018 | Astrid di Norvegia      | Norvegia         | Reali             |
| 2018 | Hannu Manninen          | Finlandia        | Combinata nordica |
| 2018 | Kaisa Mäkäräinen        | Finlandia        | Biathlon          |
| 2021 | Maren Lundby            | Norvegia         | Salto con gli sci |
| 2021 | Johannes Thingnes Bø    | Norvegia         | Biathlon          |
| 2021 | Dario Cologna           | Svizzera         | Sci di fondo      |
| 2021 | Johannes Rydzek         | Germania         | Combinata nordica |
| 2022 | Tiril Eckhoff           | Norvegia         | Biathlon          |
| 2022 | Marte Olsbu Røiseland   | Norvegia         | Biathlon          |
| 2022 | Johannes Høsflot Klæbo  | Norvegia         | Sci di fondo      |
| 2022 | Jørgen Graabak          | Norvegia         | Combinata nordica |
| 2023 | Maiken Caspersen Falla  | Norvegia         | Sci di fondo      |
| 2023 | Stefan Kraft            | Austria          | Salto con gli sci |
| 2024 | Jessica Diggins         | Stati Uniti      | Sci di fondo      |
| 2024 | Simen Hegstad Krüger    | Norvegia         | Sci di fondo      |
| 2024 | Jarl Magnus Riiber      | Norvegia         | Combinata nordica |
| 2025 | Iivo Niskanen           | Finlandia        | Sci di fondo      |
| 2025 | Peter Prevc             | Slovenia         | Salto con gli sci |
| 2025 | Akito Watabe            | Giappone         | Combinata nordica |
| 2025 | Dorothea Wierer         | Italia           | Biathlon          |
| 2025 | Quentin Fillon Maillet  | Francia          | Biathlon          |